# Australian Mining
«Australian Mining» — австралійський журнал з гірничої справи.
Країна видання — Австралія.
Спеціалізація: Розробка та періодична переробка (збагачення) вугільних, рудних та нерудних корисних копалин.
Рік заснування 1908.
Чисел на рік — 12.